# ウェス・アンセルド・ジュニア
ウェス・アンセルド・ジュニア (Wes Unseld Jr.,1975年9月20日- ）はアメリカ合衆国メリーランド州ケイトンズビル出身のプロバスケットボール指導者。NBAのシカゴ・ブルズでアシスタントコーチを務めている。父親はNBA殿堂入りプレイヤーのウェス・アンセルド。

## 来歴
アンセルドはメリーランド州ケートンズビルで育った。高校時代および大学時代はバスケットボールをプレイしていた。1997年、ジョンズ・ホプキンズ大学を卒業すると、ワシントン・ウィザーズのスカウトとしてキャリアをスタートさせた。1998年にはワシントン・ミスティクスのアシスタントコーチを兼任し、指導者としての経験を積む。2005年にウィザーズのアシスタントコーチに就任、チームのプレイオフ進出に貢献した。その後、ゴールデンステート・ウォリアーズ、オーランド・マジックでアシスタントコーチを務める。
2015年からは、デンバー・ナゲッツにて、マイケル・マローンヘッドコーチの元でアシスタントコーチを務める。MVP を獲得したニコラ・ヨキッチやジャマール・マレーの成長に重要な役割を果たしたと言われている。
2021年7月18日、前スコット・ブルックスヘッドコーチの後任として、ワシントン・ウィザーズの第25代ヘッドコーチに就任した。2023-2024シーズン限りでヘッドコーチを退任。